# Sh2-177
Sh2-177 est une nébuleuse en émission visible dans la constellation de Cassiopée.
Le nuage peut être identifié à quelques minutes d'arc au sud-ouest de κ Cassiopeiae, une étoile de magnitude 4,17 qui peut être clairement identifiée même sous un ciel non parfaitement noir. La structure de la nébuleuse apparaît résolument faible et se révèle sur des photos à longue exposition prises avec un puissant télescope amateur avec des filtres adéquats. Sa déclinaison est fortement septentrionale, on peut donc l'observer surtout depuis les régions de l'hémisphère boréal, où il est circumpolaire jusqu'aux latitudes tempérées inférieures. De l'hémisphère sud, au contraire, son observation est limitée aux régions tropicales.
C'est une région H II faible mais étendue, d'un diamètre d'environ 4,9 années-lumière, étendue sur un champ stellaire très riche et faisant partie du bras de Persée, à environ 2 500 pc (∼8 150 al), en correspondance de l'association OB Cassiopeiae OB5. Cette association est liée à certains amas ouverts ainsi qu'à d'autres nébuleuses plus petites mais plus brillantes, telles que Sh2-172 et Sh2-173,. L'action combinée du vent stellaire des étoiles de grande masse de l'association a créé une grande superbulle d'un diamètre de 380 parsecs dans la région. Le principal responsable de l'ionisation du gaz est une étoile bleue de classe spectrale 09V, cataloguée BD+61 105.